# 최주
최주(崔炷, 1934년 ~ 2001년)는 대한민국의 금속공학자이며 대학교수이다.
서울대학교 물리학과를 졸업하고 뒤에 금속공학자가 되었으며 한국과학기술원 교수로 재직하였으며 고고(考古)야금학의 권위자였다.
1998년 이규경의 오주서종박물고변을 번역하였다. 중국 전통기술의 고전 ‘천공개물(天工開物·1637년)’도 한글로 번역하였다. 그가 처음 번역한 ‘천공개물’은 1997년 출판되었고, 오주서종박물고변은 번역된 지 10년 만에 출간되었다. 그가 고인이 된 지 7년 후였다.